# Plestiodon gilberti
Plestiodon gilberti är en ödleart som beskrevs av  Van Denburgh 1896. Plestiodon gilberti ingår i släktet Plestiodon och familjen skinkar. IUCN kategoriserar arten globalt som livskraftig. Inga underarter finns listade i Catalogue of Life.